# スクイズプレイ
スクイズプレイ（英: squeeze play）は野球やソフトボールにおける戦術の一つ。三塁に走者がある場合にバントを行って走者を得点させようとする攻撃側のプレイ。単にスクイズ、またはスクイズバントとも呼ばれる。スクイズとは「押し込む、搾り出す」という意味。

## 概要
多くの場合、無死または一死で三塁に走者がいる時に攻撃側がとりうる戦術である。三塁走者は投球動作と同時に本塁に走り、打者はバントをし、守備側の打球処理の間に三塁走者が生還することを目的とする。成功すれば得点となるが、失敗した場合は三塁走者がアウトになる可能性が高く、大きなリスクを伴うプレイである。また、打者と三塁走者が連携して行うので、サイン交換等による意思疎通が不可欠である。
スクイズを行う場合、打者はその意図を守備側に悟られないためバントの構えをなるべく遅くする必要がある。バントの際は三塁線にボールを転がして三塁手に打球を処理させるのがセオリーである。これは三塁手は牽制球に備えて三塁をカバーする必要上、バントされた打球への対応が遅れやすく、本塁送球の際も三塁走者と交錯して投げにくくなるためである。また、右打席に打者がいると捕手は三塁走者のスタートが見にくくなるため、スクイズは右打者が試みることが多い。
守備側がスクイズを警戒する場合、野手はあらかじめバントシフトを敷く。投手は低い外角球と高い内角球を投げることで、打者にバントさせないことを狙う。
打者がバントできなかった場合、三塁走者は本塁に向かって飛び出しているため、そのまま本塁に突入して捕手に触球されたり、三塁に戻ろうとして三・本間でランダウンプレイ（挟殺プレイ）になったりするなど、アウトになる可能性が非常に高い。そのため、打者は飛びついてでもバットに当てようとするが、片足でも完全にバッタースボックスの外で打つと反則打球となり、打者がアウトになる。バットに当てることができても、打球が飛球となってこれが直接捕球された場合は、打者はアウトとなり三塁走者にはリタッチの義務が生じるが、三塁走者は本塁に向かって飛び出しているため、帰塁より先に三塁に触球され併殺となることが多い。バントがファウルボールとなり捕球されなかった場合はボールデッドで、三塁走者は三塁に戻ることになるが、守備側の警戒が強まるため、スクイズを成功させることがより難しくなる。

## 走者満塁でのスクイズ
走者満塁の状況では本塁はフォースプレイになるため、スクイズを成功させることはより難しくなる。捕手は三塁走者に触球する必要がないため、素早く一塁に送球することが可能となり、併殺も成立しやすい。バントはインフィールドフライが適用されないため、小フライを打ち上げた場合は守備側が意図的に捕球しないことでトリプルプレーが成立することもあり得る。
走者満塁でのスクイズが勝負を分けた有名な場面としては、1979年11月4日に大阪スタヂアムで行われたプロ野球日本シリーズ第7戦、近鉄バファローズ対広島東洋カープにおける「江夏の21球」が挙げられる。9回裏、1点リードの状況でマウンドに上がった広島の江夏豊は無死満塁の状況を招いたが、近鉄の打者・石渡茂のスクイズを外すことに成功。結果的に近鉄の攻撃を抑え、広島を日本シリーズ優勝に導いた。
2018年8月18日に行われた第100回全国高等学校野球選手権記念大会の準々決勝・近江高等学校対金足農業高等学校戦も挙げられる。金足農が1点を追う9回裏の攻撃で、無死満塁の場面を作ると、打席に入っていた9番打者がスクイズを敢行。打球はゴロとなり近江の三塁手が打球を捕球するも、スタートを切っていた三塁走者がホームインして金足農が同点に追いつく。すると近江の三塁手は打者走者を封殺すべく一塁へ送球したが、その間に金足農の二塁走者もホームへ突入。近江は三塁手からの送球を受けた一塁手が即座に本塁へ転送するものの、返球を受けた捕手のタッチをかいくぐって二塁走者がホームインし、ガッツポーズを決めて大喜びを上げ、3-2で金足農が逆転サヨナラ勝利。このスクイズは大会史上初となる逆転サヨナラツーランスクイズとなり、大きな話題となった。満塁という状況で近江は内野前進守備を敷いていたが、この守備隊形の影響で二塁手、遊撃手が牽制による二塁ベースカバーに入る事が難しくなり、二塁走者がリードを大きく取れるようになったこと、および二塁走者がチームで一番の俊足であったことが、このプレーを生んだ要因といえる。

## ルール上の扱い
記録上の扱い
スクイズが成功した場合、その打者には犠打（打者走者自身も一塁に生きた場合は安打）と打点が記録される。本塁に投げて三塁走者が生還した場合は犠打と野手選択が記録される。ただし、サヨナラの場面でスクイズをし、本塁に投げたが三塁走者が生還してサヨナラになった場合は野手選択ではなく安打が記録される（野手選択の項参照）。
打撃妨害
スクイズに対して打撃妨害が発生した場合は打者に一塁が与えられ、同時に投手にボークが宣告され、三塁走者の得点が認められる。ルール上のスクイズプレイ発生条件としてアウト数の定めはないので、たとえ二死でも、三塁に走者がある状況で打者がバント行為を行った際に打撃妨害が発生すればこのルールが適用される。
守備妨害
打者が三塁走者をアウトにしようとする野手の守備を妨害すれば守備妨害となる。二死ならば反則者である打者がアウトになるが、無死または一死の場合は守備の対象である三塁走者がアウトになり、打者は打撃を続ける。

## スクイズの種類
スーサイドスクイズ
本記事で説明している、投球動作と同時に三塁走者がスタートするスクイズはスーサイドスクイズ、またはスイサイドスクイズ（英: suicide squeeze）と呼ばれる。 スーサイドは自殺の意で、決死の行為を表現するのにも用いられる。単に「スクイズ」という場合はスーサイドスクイズとセーフティスクイズを総称する場合も、スーサイドスクイズのみを指す場合もある。
セーフティスクイズ
打者がバントを行った後に三塁走者がスタートをするスクイズをセーフティスクイズ、またはセーフティースクイズ（英: safety squeeze）という。打者は送りバントと同様に確実にバントできる投球のみを狙い、三塁走者は打球の行方をみてから本塁への生還を試みるかを判断する。スーサイドスクイズと比してリスクが低く安全（セーフティ）であることからこう呼ばれる。打者が行うセーフティバントと組み合わせたスクイズプレイのことではないので注意。
ツーランスクイズ
走者二・三塁あるいは満塁のときにスーサイドスクイズを行い、野手が一塁に送球する間に、三塁走者だけでなく二塁走者も得点して一挙に2点を奪うプレーをツーランスクイズという。攻撃側としては、二塁走者の動きが死角に当たって見えづらい三塁手にスクイズを処理させることがセオリーとなっている。守備側がスクイズを警戒することにより二塁走者に対する注意がおろそかになる隙を突く奇襲戦法である。広島商業が編み出した戦法として知られる。

## 関連する作戦
偽装スクイズ
走者一・三塁の局面で、打者がスクイズをするとみせかけてわざと空振りし、守備側が三塁走者に気を取られる間に一塁走者が二塁に盗塁するプレー。
ヒットエンドランスクイズ
ボテランとも言う。バントの代わりにゴロを意図した打撃を行う。軟式野球やソフトボールでは多用される。野球規則上はスクイズにはならない。
ギャンブルスタート
野村克也が著書の中で命名したことに触れている。打者は通常の打撃を行い、三塁走者は打球判断をせずに本塁へ突入する。内野ゴロの場合は生還確率が高くなるが、内野へのライナーでは併殺になるリスクを伴う。